# Lieth
Lieth là một đô thị thuộc huyện Dithmarschen, trong bang Schleswig-Holstein, nước Đức. Đô thị Lieth có diện tích 4,66 km², dân số thời điểm 31 tháng 12 năm 2006 là 401 người.